# De Race Van Opaal
De race van Opaal is verschenen in 2013 en is het achtentwintigste deel uit de stripreeks Storm, getekend door Romano Molenaar en ingekleurd door Jorg de Vos. Het is het negentiende deel in de subreeks De kronieken van Pandarve.

## Verhaallijn
Storm komt in dit verhaal terecht in Sandrikan, het gokkerswalhala van Pandarve. Daar wordt Storm, door samenloop van omstandigheden, gedwongen mee te doen aan de race van Opaal, een dodelijke autorace die gecontroleerd wordt door de goksyndicaten van Pandarve. Zij hebben er geen belang bij als Storm deze krankzinnige race zou winnen en zetten dan ook alles op alles om hem uit te schakelen.